# Saka no Ue no Kumo
Saka no Ue no Kumo (jap. 坂の上の雲, dt. „Wolken über dem Abhang“) ist ein Roman des japanischen Autors Shiba Ryōtarō. Es gilt als bekanntestes Werk des Autors.
Der Roman erschien zunächst zwischen 1968 und 1972 als Serie in der Zeitung Sankei Shimbun und wurde dann in sechs Einzelbänden bzw. acht Taschenbuch-Bänden veröffentlicht. 2009 kündigte Juliet Winters Carpenter auf der Japan Writers Conference eine Übersetzung aller Bände in die englische Sprache an, an der neben ihr auch die Übersetzer Paul McCarthy und Andrew Cobbing, die Lektorin Phyllis Birnbaum und der Berater Herr Takechi mitwirkten. Die Übersetzungen erschienen ab Ende 2012 in einzelnen Bänden unter dem englischen Titel Clouds above the Hill: A historical novel of the Russo-Japanese War beim Verlag Routledge.
Die Handlung setzt in der Meiji-Zeit ein und konzentriert sich im Wesentlichen auf die Lebensläufe von Akiyama Yoshifuru, dessen Bruder Akiyama Saneyuki und ihrem Freund Masaoka Shiki, von deren Kindheit in den 1860er Jahren über die Zeit des Ersten Japanisch-Chinesischen Krieges bis zum Russisch-Japanischen Krieg in den Jahren 1904–1905.
In der Stadt Matsuyama wurde 2007 das dem Roman gewidmete „Saka no Ue no Kumo Museum“ gegründet.
Der Roman wurde von 2009 bis 2011 vom Fernsehsender NHK unter dem Titel Saka no Ue no Kumo in 13 Episoden verfilmt.